# Música de Timor-Leste

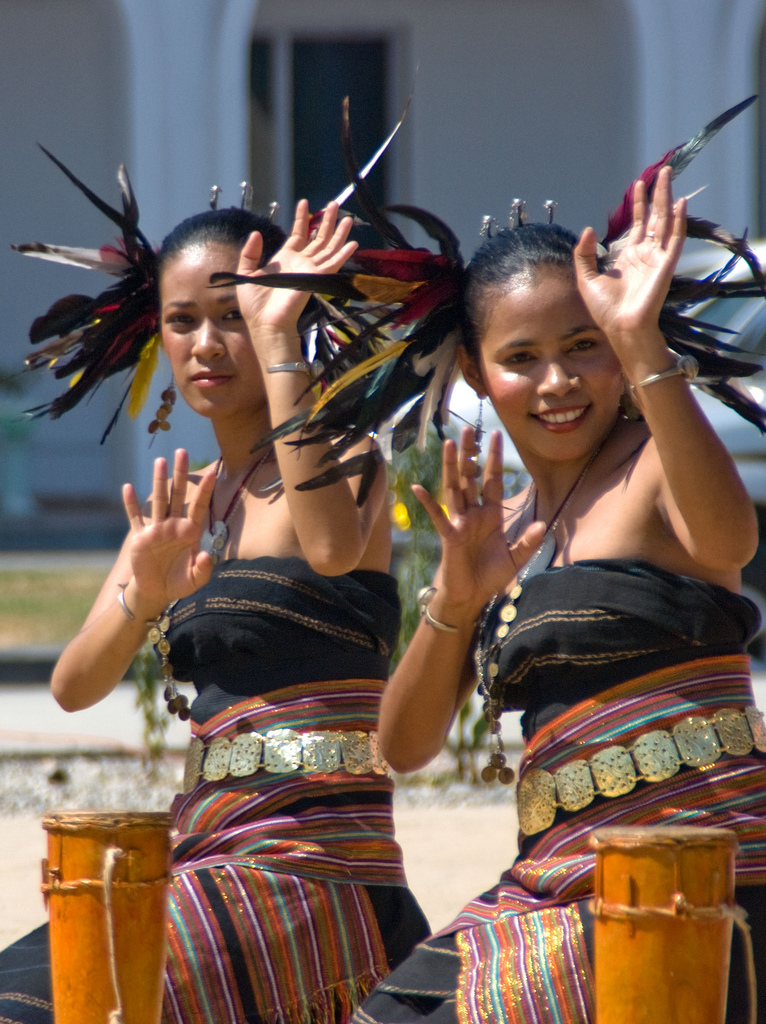

A música de Timor-Leste reflecte o contexto geográfico, cultural e social local, pelo que nela é possível perceber elementos distintamente autóctones, mas também influências de outras culturas musicais, como a ocidental, fruto da colonização portuguesa.
Música e dança interligam-se nos géneros tradicionais timorenses, sendo elementos fundamentais da expressão cultural. Do repertório tocado, constam quatro géneros bem definidos: tebe, tebedai, dansa e cansaun. Todos se baseiam na tradição oral e foram passando de geração em geração.
O tebe, palavra em tétum que literalmente significa dançar, é um género tradicionalmente executado em todas as casas de Timor-Leste ao anoitecer, em festas de carácter animista (estilu), durante a época das colheitas ou ainda na abertura de uma casa sagrada (uma lulik). É uma dança em roda ou em meia-lua, composta por uma ou mais melodias, com variações e sem acompanhamento instrumental, executada por elementos femininos e masculinos entrelaçados alternadamente. O círculo ou a meia-lua alarga-se ou concentra-se, enquanto os dançarinos saltam, batendo ritmadamente e entusiasticamente os pés no chão em determinadas sílabas. Trata-se de um género que se destina a ser executado como um diálogo entre dois interlocutores (independentemente do sexo), implicando uma estrutura musical do tipo pergunta-resposta.
Também uma dança, o tebedai é comum a toda a ilha de Timor, embora com variações, consoante a zona onde é executado. É um género exclusivamente rítmico, onde os elementos femininos tocam os babadok e os dadir com ou sem movimentos corporais. É composta geralmente por dois motivos rítmicos, repetidos alternadamente tantas vezes quanto as desejadas. Por vezes, o tebedai feminino é acompanhado pelo bidu masculino, realizado por um ou mais homens, que se movem livremente à frente, ao lado ou atrás das mulheres, erguendo a espada e emitindo gritos guerreiros.
Por outro lado, o género dansa classifica uma dança em que o movimento coreográfico não é realizado em roda ou meia-lua. A melodia é acompanhada pelas violas dentro dos parâmetros de harmonia tonal, reflectindo assim o processo de assimilação da tradição musical ocidental. É um género mais recente, que se foi difundindo pelo território e foi sendo adaptado para exprimir sobretudo actividades do quotidiano, como, por exemplo, a debulha do arroz ou a apanha do camarão. A forma mais difundida de dansa é a likurai, realizada por mulheres para, tradicionalmente, dar as boas-vindas aos homens regressados da guerra. Elas usavam o babadok, um pequeno tambor, e, por vezes, carregavam cabeças de inimigos em procissão através da aldeia. Na sua versão actual, a likurai é usada pelas mulheres no namoro.
Finalmente, a cansaun deve ser entendida como uma melodia com acompanhamento instrumental. Esta classificação é atribuída às canções populares executadas em Timor-Leste, já com influências ocidentais, embora possa também designar as canções tradicionais, que não são dançadas. Esta denominação é também aplicada às melodias originais acompanhadas, compostas por timorenses com textos originais em tétum ou português, ou a melodias ocidentais a que foi adaptado um texto em tétum.
Os instrumentos musicais, os trajes e os objectos de adorno desempenham igualmente um papel relevante na performance musical. Dos primeiros, salientam-se o babadok e o dadir (também dadil, gong ou gon). O babadok é um pequeno tambor de corpo cónico de madeira, com cerca de 30 a 50 centímetros de comprimento e de cerca de 15 centímetros de diâmetro, em geral tocado pelos elementos femininos que o percutem alternadamente com ambas as mãos. O dadir é um círculo de metal de aproximadamente 25 centímetros de diâmetro, que é percutido com uma baqueta de madeira, de altura indefinida e sem possibilidade de afinação. À semelhança do babadok, é também um instrumento tocado pelos elementos femininos. No repertório musical executado surgem também as violas e as flautas de bisel soprano, instrumentos ocidentais introduzidos na performance timorense. No que concerne aos trajes, compõem-se de tais mane e tais feto, masculino e feminino, respectivamente. Os tais são panos multicoloridos fabricados artesanalmente em Timor-Leste, que os homens enrolam ao redor da cintura e que as mulheres colocam em volta do corpo, abaixo das axilas. Os homens colocam um lenço na cabeça sobre o qual aplicam a kaibauk, lua de metal com aplicações de pequenas lágrimas e espigas, sendo a maior e mais ornamentada pertença do liurai, chefe ou rei tradicional timorense. A surik, espada guerreira, e o belak, disco de metal suspenso ao peito, completam o traje dos homens. As mulheres usam a kaibauk, além da ulum suku, para prender os cabelos, e do sasuit, pente de dentes largos. Usam geralmente ao peito o mortene, colar feito de materiais diversos, e à cintura um pano branco. Por fim, a lokum ou kelui, uma pulseira de metal usada pelos homens no braço e pelas mulheres no antebraço. Todos os elementos actuam descalços e com uma salenda, xaile fabricado com o mesmo tipo de pano artesanal dos tais, colocada nos ombros.
A diáspora levou a música timorense a locais com a Austrália e Portugal, onde se criaram novos géneros musicais resultantes da mistura da música timorense com estilos de outras ex-colónias portuguesas como Angola e Moçambique. Após 1975, a música timorense passou a estar fortemente associada ao movimento de independência. Por exemplo, a banda "Dili All Stars" lançou uma música que se tornou hino na luta pelo referendo sobre a independência em 2000, enquanto que as Nações Unidas comissionaram uma música chamada "Hakotu Ba" (por Lahane) apelando ao recenseamento da população para votar no referendo.